# Tarqeq (astronomia)
Tarqeq è un satellite naturale minore del pianeta Saturno.

## Storia
La scoperta di Tarqeq fu annunciata da Scott Sheppard, David Jewitt, Jan Kleyna e Brian Marsden il 13 aprile 2007, sulla base delle osservazioni compiute tra il 5 gennaio 2006 e il 22 marzo 2007.
Prima che l'Unione Astronomica Internazionale, nel settembre 2007, assegnasse al satellite il nome ufficiale di Tarqeq, dal nome di una divinità lunare Inuit, l'oggetto era noto mediante la designazione provvisoria S/2007 S 1.

## Dati fisici
Tarqeq presenta un diametro pari a circa 7 km ed orbita attorno a Saturno ad una distanza media di 17 910 600 km, con un periodo orbitale di 894,86 giorni. L'orbita presenta un'inclinazione di 49,90° rispetto all'eclittica e di 49,77° rispetto all'equatore di Saturno, in moto progrado e con un'eccentricità di 0,1081..